# La hojilla
La hojilla es un programa de televisión y radio venezolano de género de opinión, que es transmitido desde 2004 por el canal estatal Venezolana de Televisión (VTV) y por MK 104.9 FM.

## Formato
El programa salió al aire por primera vez un 21 de junio de 2004. En sus comienzos, contaba con la intervención de los periodistas Eileen Padrón y Néstor Francia, quienes luego se retiraron para iniciar ambos en el 2006 su propio programa llamado La réplica.
La hojilla, enfrenta la problemática de la política en Venezuela y apoya el gobierno de Nicolás Maduro. Su conductor realiza entrevistas, análisis y denuncias. De igual manera, el programa ha invitado a personalidades locales como la periodista y abogada Eva Golinger, a los humoristas Joselo y Koke Corona, el cantante Paul Gillman, la activista política Lina Ron, al que fuera presidente de la Asamblea Nacional, canciller y, actualmente, presidente de Venezuela Nicolás Maduro y al expresidente venezolano Hugo Chávez, entre otros.

## Antecedentes
El 9 de septiembre de 2008, Mario Silva anunció la suspensión temporal del espacio para dedicar tiempo a su campaña por la gobernación del estado Carabobo. Se relanzó el programa en enero de 2009, tras su derrota en las elecciones.
El programa finalizó emisiones en VTV en el año 2013, tras la victoria de Nicolás Maduro en las elecciones presidenciales del mismo año.
El presidente Nicolás Maduro y el diputado Diosdado Cabello, anunciaron el regreso de Mario Silva a la pantalla de Venezolana de Televisión con el programa La hojilla, el sábado 21 de febrero de 2015 y siendo transmitida todos los días sábados a las 7:00pm.

## Críticas
La hojilla ha sido el centro de críticas, tanto de políticos de la oposición venezolana, como de algunas personalidades simpatizantes del proyecto de Hugo Chávez, según estos, el programa sería de corte vulgar y sensacionalista.[cita requerida]